# Куэвас, Кристиан
Кристиан Алехандро Куэвас Хара (исп. Cristián Alejandro Cuevas Jara; родился 2 апреля 1995 года, в Ранкагуа, Чили) — чилийский футболист, полузащитник клуба «Универсидад Католика».
Вышел из молодёжной системы «О’Хиггинс», но быстро добился места в основе и успел поиграть в высшей лиге Чили. Обычно играет на левом фланге обороны, может выступать и в роли вингера.

## Клубная карьера
Кристиан Куэвас является воспитанником клуба «О’Хиггинс». В 2011 году он был переведён тренером Иво Басаем из молодёжной в основную команду клуба. Его дебют в чемпионате Чили состоялся в 15-м туре Апертуры 2011 в матче против «Коло-Коло», в котором его команда была разгромлена со счётом 5:1.
В 2012 году Куэвас был на трёхдневном просмотре в «Челси». 21 февраля 2013 года официальный сайт чилийского футбольного клуба «О’Хиггинс» подтвердил, что Куэвас был приобретён «Челси». К своему новому клубу футболист присоединился 23 июля 2013 года. Сумма сделки по футболисту составила 2.6 миллиона долларов. Куэвас подписал контракт с «синими», который будет рассчитан до лета 2018 года.
«Все случилось очень быстро, все было согласовано на текущей неделе. „Челси“ следил за мной более года, и, наконец, мы достигли договоренности. Я уже беру уроки английского языка, что позволит мне быстрее адаптироваться. Это большой шанс. Обо всех отличиях я смогу рассказать, только когда окажусь там. Но я спокоен и очень счастлив», — сообщил Куэвас в интервью Radio Cooperativa.
10 августа 2015 года Кристиан перешёл в клуб «Сент-Трюйден», выступающий в бельгийской Про-лиге, на правах аренды сроком на один сезон. 16 августа дебютировал в Про-лиге, выйдя на замену в матче 4-го тура против «Гента» (0:1). 21 ноября, забил первый гол за «Сент-Трюйден» на 9-й минуте в матче 15-го тура Про-лиги против «Васланд-Беверен» (1:2).
В августе 2017 года перешёл на правах аренды в нидерландский «Твенте».

## Международная карьера
В январе 2013 года Куэвас в составе молодёжной сборной Чили принял участие в проходящем в Аргентине молодёжном чемпионате Южной Америки. В матчах против сборных Боливии и Колумбии он забил по голу, благодаря чему его команда досрочно смогла выйти из предварительной группы в финальный этап, где чилийцы заняли четвёртое место, которое позволило им принять участие в молодёжном чемпионате мира 2013, проходившем в Турции. Там сборная Чили дошла до четвертьфинала, а Куэвас провёл четыре из пяти игр своей сборной.

## Статистика выступлений
| Выступление         | Выступление      | Выступление      | Лига | Лига | Кубок страны | Кубок страны | Кубок лиги | Кубок лиги | Еврокубки | Еврокубки | Прочие | Прочие | Итого | Итого |
| Клуб                | Лига             | Сезон            | Игры | Голы | Игры         | Голы         | Игры       | Голы       | Игры      | Голы      | Игры   | Голы   | Игры  | Голы  |
| ------------------- | ---------------- | ---------------- | ---- | ---- | ------------ | ------------ | ---------- | ---------- | --------- | --------- | ------ | ------ | ----- | ----- |
| Универсидад де Чили | Примера          | 2014             | 4    | 0    | 2            | 0            | 0          | 0          | 0         | 0         | 0      | 0      | 6     | 0     |
| Универсидад де Чили | Итого            | Итого            | 4    | 0    | 2            | 0            | 0          | 0          | 0         | 0         | 0      | 0      | 6     | 0     |
| Сент-Трюйден        | Про-лига         | 2015/16          | 22   | 1    | 1            | 0            | 0          | 0          | 0         | 0         | 5      | 0      | 28    | 1     |
| Сент-Трюйден        | Итого            | Итого            | 22   | 1    | 1            | 0            | 0          | 0          | 0         | 0         | 5      | 0      | 28    | 1     |
| Всего за карьеру    | Всего за карьеру | Всего за карьеру | 26   | 1    | 3            | 0            | 0          | 0          | 0         | 0         | 5      | 0      | 34    | 1     |

## Достижения
«Универсидад де Чили»
- Чемпион Примеры (1): Ап. 2014
- Итого: 1 трофей